# Laagraven-Liesbosch
Laagraven-Liesbosch is een wijk in de gemeente Nieuwegein, in de Nederlandse provincie Utrecht. De wijk bestaat uit drie delen, De Liesbosch en De Volharding ten westen van de Laagravenseweg, en Laagraven ten oosten en zuidoosten hiervan.
Het gebied ligt ten zuiden van de A12 en de Utrechtse subwijken Hoograven en Lunetten, en ten westen van de buurtschap Wayen, dat tot de gemeente Houten behoort. In het westen scheiden het Amsterdam-Rijnkanaal en het Merwedekanaal Laagraven-Liesbosch van de Utrechtse wijk Zuidwest (Westraven) en de Nieuwegeinse wijk Plettenburg.

## De Liesbosch en De Volharding
De Liesbosch bestaat alleen uit bedrijven. Het zuidelijke en westelijke deel van De Liesbosch is gebouwd eind jaren negentig van de vorige eeuw en in de jaren na 2000. Het noordwestelijke deel van De Liesbosch heet sinds 2001 De Volharding en herbergt onder andere de Penitentiaire Inrichting Nieuwegein en het hoofdkantoor van Ballast Nedam. De naamswijziging aldaar heeft te maken met het gegeven dat in de spits dit deel niet vanuit de rest van De Liesbosch toegankelijk is, maar alleen vanuit Westraven.
Sommige bedrijven die in De Liesbosch zijn gevestigd hebben hun postadres in Utrecht. De naam "De Liesbosch" dient niet verward te worden met de hier gelegen straat "De Liesbosch".
Bij baggerwerkzaamheden voor een haven op het bedrijventerrein, werd rond 1947 het Zwaard van Jutphaas gevonden.

## Laagraven
Laagraven bestaat uit een bedrijventerrein, recreatiegebied en een agrarische gebied. Op de grens met de gemeente Houten ligt de woonplaats Heemstede. Ook deels in Houten en deels in Nieuwegein ligt het recreatiegebied Laagraven. Tot het recreatiegebied behoren twee voormalige zandafgravingen, waarvan één langs de A12. Aan de zuidkant van Laagraven ligt de Nieuwegeinse Golfbaan.
Woonwijken: Batau-Noord · Batau-Zuid · Blokhoeve · Doorslag · Fokkesteeg · Galecop · Hoog-Zandveld · Huis de Geer · Jutphaas-Wijkersloot · Lekboulevard · Merwestein · Stadscentrum · Vreeswijk · Zandveld · Zuilenstein

Overige wijken: Het Klooster · Hoge Landen · Laagraven-Liesbosch · Oudegein · Plettenburg · De Wiers

Voormalige gemeenten: Jutphaas · Vreeswijk

Utrecht · Plaatsen in de provincie      Nederland · Provincies · Gemeenten